# Örebromannen
Niklas Erik Axel Eliasson (numera Niklas Eriksson), även känd som Örebromannen, född 13 november 1986 i Hudiksvall, är en svensk brottsling, dömd för 14 överfall på kvinnor och flickor i Örebro 2005–2010.
Åtalet väcktes den 3 mars 2011 och rönte uppmärksamhet, benämnt som det historiskt största åtalet om kvinnoöverfall i svensk rättshistoria. Rättegången mot Örebromannen startade den 17 mars 2011. Han dömdes skyldig för våldtäkterna och dömdes efter en rättspsykiatrisk undersökning till tolv års fängelse den 15 juni 2011 för två fall av grov våldtäkt, sex fall av försök till våldtäkt, ett fall av försök till rån, två fall av misshandel, ett fall av olaga hot, två fall av sexuellt ofredande och ett fall av ringa vapenbrott.
Han blev villkorligt frigiven den 11 oktober 2018.

## Överfallen
Eliasson åtalades för 15 överfall, totalt 18 brott:
- Försök till våldtäkt i Hagaparken den 3 april 2005.
- Försök till våldtäkt på Trängkårsvägen den 11 augusti 2005.
- Misshandel på Tunnelgatan den 16 april 2006.
- Försök till rån i Varberga den 12 april 2008.
- Misshandel på Ekersgatan den 9 april 2009.
- Försök till våldtäkt på Grenadjärgatan den 6 september 2009.
- Misshandel på Åbylundsgatan den 18 oktober 2009.
- Grov våldtäkt och rån på Ullavigatan den 1 november 2009.
- Försök till våldtäkt på Riddarbergsgatan den 6 december 2009.
- Grov våldtäkt vid Eurostop på Boglundsgatan den 28 mars 2010.
- Misshandel och sexuellt ofredande vid Stora Holmen den 7 oktober 2010.
- Sexuellt ofredande på Östra Vintergatan den 7 oktober 2010.
- Våldtäkt på Egnahemsgatan den 10 oktober 2010.
- Våldtäktsförsök och grov misshandel på Tunnelgatan den 10 oktober 2010.
- Försök till våldtäkt på Karlslundsgatan den 10 oktober 2010.